# Cintra (Córdoba)
Cintra es una localidad situada en el departamento Unión, provincia de Córdoba, Argentina.
Se encuentra situada en el cruce de las rutas provinciales RP 2 y RP 3 a 37 km de la ciudad de Bell Ville y a 200 km de la Ciudad de Córdoba.

## Historia
En la segunda década del siglo XX, más precisamente en el año 1912, los tendidos de las líneas ferroviarias desde Rosario hasta Villa María llegaron hasta un paraje distante a unos 37 km al norte de lo que es hoy la ciudad de Bell Ville (Córdoba). La estación Cintra fue construida como parte del ramal ferroviario Las Rosas-Villa María. El 8 de julio de 1913 y tras diversos trámites ante el Ministerio de Gobierno de la provincia de Córdoba, el Sr. J. A. Ceballos logra la fundación del pueblo de Cintra por parte del Gobierno de la provincia de Córdoba. El Sr. Ceballos era el dueño de todos los campos circundantes y para lograr la fundación del pueblo había previamente donado los terrenos correspondientes al demarcado del pueblo y del cementerio municipal. Al igual que la mayoría de los poblados del interior argentino, el nacimiento de la localidad de Cintra tuvo lugar a la vera del Ferrocarril en pleno corazón de la "Pampa Gringa".

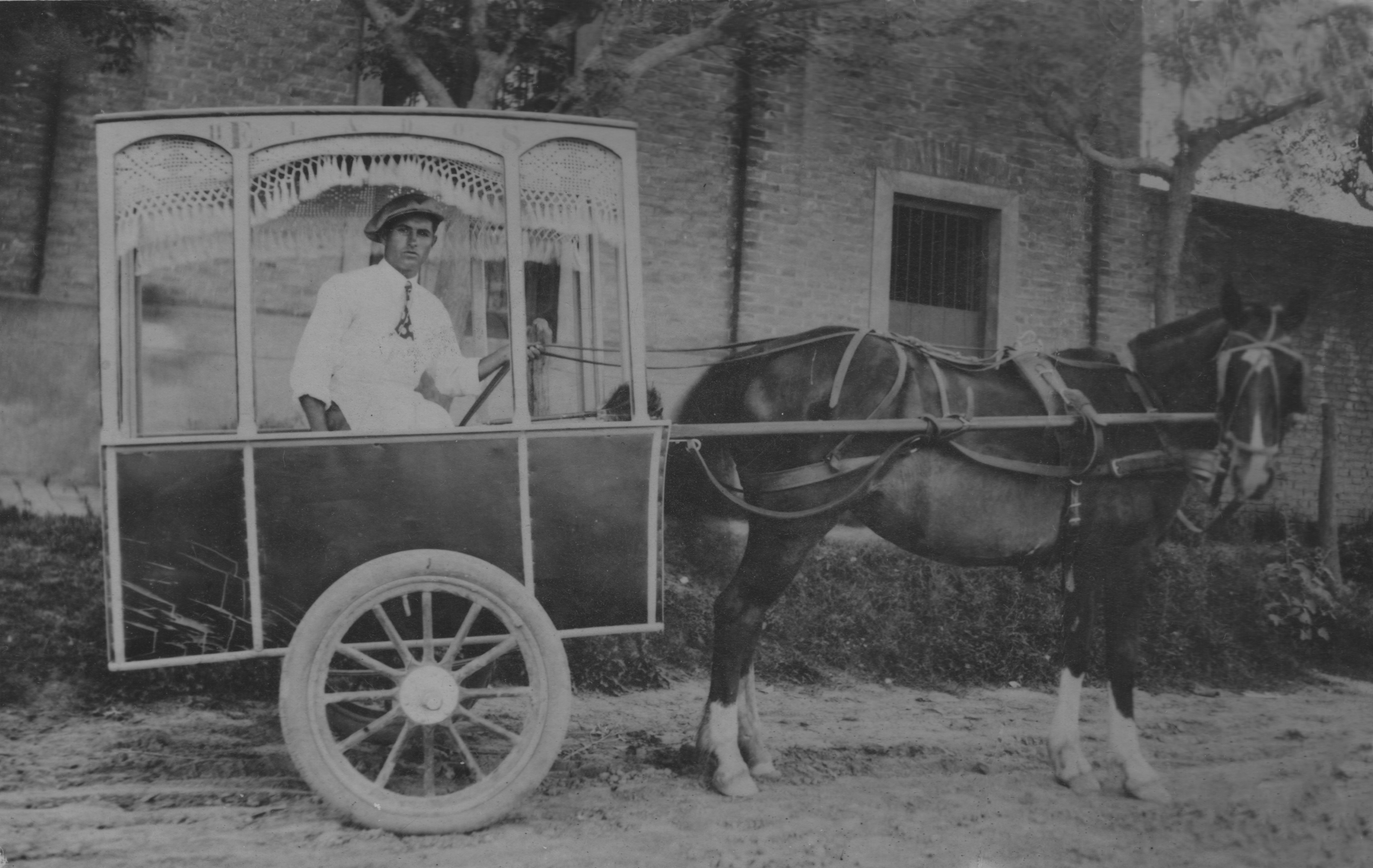
Jorge Mateo Bosco, hijo de italianos, vendiendo helado en Cintra en el año 1930

## Población
Con el auge de la actividad agropecuaria y de la inmigración europea durante la primera mitad del siglo XX, Cintra experimentó un crecimiento exponencial en su población y desarrollo, llegando a contar con una población de casi 5.000 habitantes para su cincuentenario celebrado en 1963. Posteriormente y tras los desaciertos de las políticas económicas de diversos gobiernos de facto y otros constitucionales que desfavorecieron la actividad agropecuaria, Cintra sufrió el éxodo de la mayoría de su población, sobre todo de los jóvenes, que luego de irse a formar a la Universidades o Instituciones de estudios terciarios de las grandes ciudades, decidieron no regresar por falta de oportunidades. Este fenómeno se vio condicionado también por la cercanía a ciudades de mayor envergadura. 
Cuenta con 1696 habitantes (Indec, 2022), lo que representa un incremento del 29% frente a los 1205 habitantes (Indec, 2010) del censo anterior.
| Gráfica de evolución demográfica de Cintra entre 1991 y 2022 |
|                                                              |
| Fuente: Censos nacionales del INDEC                          |

## Toponimia
Su nombre fue dado por el ingeniero portugués António Teodoro Dumas Brousse, quien llegó a instalar las vías férreas y que bautizó este lugar en honor a Sintra, su pueblo natal de Portugal, el cual en ese momento se llamaba Cintra. Posteriormente, el homónimo portugués mutó su nombre a Sintra.

## Cooperativa Eléctrica
El 7 de julio de 1959 se conforma la Cooperativa de Agua y Energía "La Unión del Pueblo Limitada", que inició sus actividades en el año 1965.
Hoy en día la cooperativa de Cintra cuenta con 537 abonados y brinda importantes servicios de electrificación rural, venta de gas envasado, seguros generales, alumbrado público, Internet, Centro Cultural y provisión de Televisión por Cable asociado al Servicio de COLSECOR.
La principal actividad económica de la localidad es la agricultura seguida por la ganadería, siendo el principal cultivo la soja.